# Правовладдя
«Правовладдя» — новотвір як юридичний термін, що його в українську мову ввів доктор юридичних наук, член Венеційської Комісії від України Сергій Головатий у своєму фундаментальному дослідженні «Верховенство права: Монографія: У 3- кн.» (2006 р.) як відповідник англійського поняття "the rule of law" на заміну раніше введеного ним же двослівного терміна українською «верховенство права».
27 червня 2016 року в Києві за участі президента Венеційської комісії Джанні Букіккіо відбулась Національна презентація документа "Rule of Law Checklist" у перекладі українською як «Мірило правовладдя»

.
Документ у перекладі українською можна знайти на офіційному сайті Венеційської Комісії.
Оскільки в Україні в Конституції та у законах, а також в офіційних перекладах міжнародних договорів, зокрема Конвенції про захист прав людини і основоположних свобод, рішень Європейського суду з прав людини, застосовано українською мовою саме словосполуку «верховенство права», то введення в обіг замість неї терміна «правовладдя» суддя Конституційного Суду України у відставці Микола Козюбра теж початково вважав таким, що вносить плутанину під час застосовування понять у науці та в практичній діяльності. Проте останнім часом професор Микола Козюбра змінив свій погляд і погодився з тим, що українською «правовладдя» може бути замінником словосполуки «верховенство права». Про це зокрема свідчить колективна праця за участі Миколи Козюбри.
Документ Венеційської Комісії "Report on the Rule of Law" (CDL-AD (2011) 003rev) у перекладі українською як «Доповідь про правовладдя» та коментар до цієї доповіді можна знайти на сайті Венеційської Комісії. 
Альтернативний переклад англійського поняття "the rule of law" - "правління за допомогою закону". 
Rule це Правило/Правління.
Law це Закон.
Right це Право. Право людини вчиняти певні дії чи утриматися від їх вчинення.
Тобто "the rule of law" - "правління за допомогою закону" - це заборона для чиновників вчиняти певні дії чи вимагати від інших людей виконання чи невиконання чогось, що не передбачене чинним законодавством. 
Даний принцип закладений у Конституцію України
"Стаття 19. Правовий порядок в Україні ґрунтується на засадах, відповідно до яких ніхто не може бути примушений робити те, що не передбачено законодавством.
Органи державної влади та органи місцевого самоврядування, їх посадові особи зобов'язані діяти лише на підставі, в межах повноважень та у спосіб, що передбачені Конституцією та законами України."

Сталий вираз "Верховенство Права" має перекладатися на англійську як "Supremacy of Right", що означає, що Права Людини (у т.ч. Конституційні) мають найвищий пріорітет над будь-яким Законом чи підзаконним актом. 
Відтак, Права Людини не можуть бути звужені чи скасовані. Саме цей важливий сенс закладений у Конституцію України
"Стаття 22. Права і свободи людини і громадянина, закріплені цією Конституцією, не є вичерпними.
Конституційні права і свободи гарантуються і не можуть бути скасовані.
При прийнятті нових законів або внесенні змін до чинних законів не допускається звуження змісту та обсягу існуючих прав і свобод."
Відтак, саме вираз "Supremacy of Right over Law" - "Верховенство Права над Законом" є найбільш близьким до запропонованого визначення "Правовладдя".